# Hestad
Hestad est une localité du comté de Nordland, en Norvège.

## Géographie
Administrativement, Hestad fait partie de la kommune de Dønna.